# 聲調

越南語的六聲

越南語各聲

聲調（英語：Tone）的是一種拥有高低抑揚的语音特征（或稱音高）。
中国語言學家趙元任從音阶獲得靈感，发明了五度標記法，以數字1表示最低音、數字5表示最高音。趙氏的五度標記法已獲國際語音學學會認可，並成為國際音標標準的一部分。此五度標記法至今仍為最廣泛使用的聲調標記。
要確定一個聲調的調值，必須借助電子儀器來記錄和分析。
同樣的音節被賦予不同的單字調，就可以表達不同的意義，比如現代標準漢語的媽（mā）、麻（má）、馬（mǎ）和罵（mà）由同樣的輔音和元音構成，卻可以聲調區分。
許多南方漢語變體如吴语、閩語、粵語和客家語有入聲調，其聲調的意義包涵抑揚(音高)和頓挫(輔音韻尾)。
調值相同的兩個音節是否帶入聲韻尾會導致其頓挫性不同而決定其是否爲兩個不同的聲調，最典型的例子即粵語之「九聲六調」：粵語九個聲調分別為陰平、陽平、陰上、陽上、陰去、陽去、陰入、中入、陽入，但其實只有六個不同的調值。陰入與陰平的分別、陰去與中入的分別、陽去與陽入的分別，皆在於其頓挫性質，不在於調值。

## 類型

### 音区与声调轮廓
汉语声调有独特的形状，即声调轮廓，每个声调都有实现在每个音节上的升降模式。很多单音节词只在声调有对立。多音节词的每个音节则一般都有自己的声调。上古汉语的声调变化可以起到一定的派生作用（如名词化），而现代汉语声调几乎不起任何语法作用。
在许多班图语支语言中，声调由音节间的相对音高确定。多音节词的整个词可能只有一个声调，落在每个音节上，体现为具体的高低音调。时态、人称与否定等语法信息通常只由声调传达。
大多数声调语言的声调都是音区和轮廓调的结合。典型声调语言主要有壮侗语系、越语支、汉藏语系、亚非语系、科依桑语系、尼日尔-刚果语系和尼罗-撒哈拉语系。粤语在3个音区上分别有3种轮廓的声调，奥摩语支的本奇语则有5个平调，以及一两个跨调的升调。
大多数汉语方言都是轮廓调，显著特点是音高的变化形成音高曲线；大多数班图语（西北班图语除外）的声调系统则比较简单，通常有高低调和一两个轮廓调（一般见于长元音）。这种系统中有一个默认调，一般是双调系统中的低调或三调系统中的中调，比其他声调更平凡，更不突出。还有些语言结合了相对音高和声调轮廓，如西非以克鲁语支为代表的尼日尔-刚果语。
降调的下降往往大于升调的上升，降调也一般多于升调。轮廓调语言通常也会有和升调一样多或更多的降调，也有例外，如姆毕语有3个平调、3个升调，但没有降调。

### 词调和音节调
声调语言间的另一个区别是声调落在单个音节上还是整个词上。粤语、泰语和克鲁语支的每个音节都可以承载一个声调，而在上海话、瑞典语、挪威语和许多班图语支语言中，每个声调的轮廓分布在整个词上。声调的种类在音节调语言中，随着音节数增长呈指数增长；在词调语言中，随着音节数增长呈线性增长。许多被描述为高低重音的语言实际上是词调语言。
声调由单个音节承载，但又相互影响，因此不是互相独立的。例如，普通话中的许多后缀和助词都是轻声，其具体的实现完全由上一个音节的声调决定：
| 前接声调 | 加上轻声的 声调模式 | 例子 |
| -------- | ------------------- | ---- |
| 阴平˥    | ˥꜋                  | 玻璃 |
| 阳平˧˥   | ˧˥꜊                 | 伯伯 |
| 上声˨˩˦  | ˨˩꜉                 | 喇叭 |
| 去声˥˩   | ˥˩꜌                 | 兔子 |

声调在这种词中是整个词的属性，而不是音节的属性。上海话将这种模式发挥到了极限，所有音节的音调都由前面的声调决定，因此只有首音节的声调存是独特的。

### 词调和语法调
词调用于区分词素，语法调则会改变语法范畴。有些学者认为语法调包括屈折与派生词法。Tian描述了缅甸语中的一种语法调。

### 声调数量
一般来说一种语言会有5种以下的平调，尼日利亚的乔里语有6个平调。有5级音高的声调理论上可以有5 × 5 × 5 = 125种，但现实中的常见声调数不及这个数字的十分之一。
部分侗水语有9个声调，如侗语：3个左右的平调（高中低）；4个滑调（高升与低升、高降与低降）、2个曲折调（拱调与跌调）。这就假定入音节不像汉语传统那样可以分析出入声。例如，按传统计法，侗语有15个调，其中6个仅见于以/p、t、k/结尾的入音节，其余9个仅见于非入音节。
对利比里亚及科特迪瓦沃布语（韦语连续体的一部分）、亚马逊图库纳语和墨西哥南部查蒂诺语的初步研究表明，它们的某些方言可能拥有14个及以上的声调。利比里亚和科特迪瓦边界处的韦语、丹语和马诺语约有10个声调，墨西哥的欧托-曼格语系也有大量声调。最复杂的声调系统实际上出现在西非和美洲，而非东亚。

## 性质与例子
大多数语言都用重音作为语调，以表现韵律和语用，注意这并不是声调。声调语言的每个音节都有固有的声调轮廓，因此有声调不同的最小对立对。汉语和越南语的声调系统有着完善的研究。
以下先以粵語中的 sing 音做例子。根據粵語標準拼音，這個語音系為平音、上音、去音時，讀作 [sing]（音會拉長）。如為入音時，就讀做 sik（短促音）。以下詳細的拼音同其相應的漢字一併列出，格式表示為“[拼音及聲調]與相應的文字”。
sing1 聲
sing2 醒
sing3 聖
sing4 城
sing5 （无）
sing6 盛
sik7 色
sik8 錫
sik9 食
九個聲調都有對應中文字有: [si1] 師; [si2] 史; [si3] 試; [si4] 時; [si5] 市; [si6] 事; [sik7] 色; [sik8] 錫; [sik9] 食。
其他例子包括有：[bin1] 邊；[bin2] 扁；[bin3] 變；[bin4] ○；[bin5] ○；[bin6] 便；[bit7] 必；[bit8] 憋；[bit9] 別。以及：
[jim1] 閹；[jim2] 掩；[jim3] 厭；[jim4] 炎；[jim5] 染；[jim6] 豔；[jip7] ○；[jip8] 醃；[jip9] 葉。
可以見到，同樣一個音，用不同音調、不同長短讀出來，意思會很不同。同樣的道理，當表達 [tiu4 diu6] 這個音調時應謹慎使用，以免表達錯誤，让人以为是髒話。
再以普通话中的 [ma] 音做例子。根据现代标准汉语，这个语音系有阴平、阳平、上声、去声、轻声。以下详细的拼音同其相应的中文字一并列出。
[mā]/[ㄇㄚ] 妈；[má]/[ㄇㄚˊ] 麻；[mǎ]/[ㄇㄚˇ] 马；[mà]/[ㄇㄚˋ] 骂；[ma]/[ㄇㄚ·] 吗
若编成语句可写作：妈妈骂马的麻吗？[māma mà mǎ de má ma?]/[ㄇㄚ ㄇㄚ ㄇㄚˋ ㄇㄚˇ ㄉㄜ· ㄇㄚˊ ㄇㄚ·?]
又如泰语，用国际音标可记为/mǎi mài mâi mái/，可译为“新丝绸烧了吗？”
越南语中的一句话，可译为“你连续摆了七样错的东西”。

越南语声调

下面是越南语6种声调的表示与读音：
| 调名         | 编号 | 描述           | 五度标记法                 | 五度标记法           | 变音号 | 例子 |
| 调名         | 编号 | 描述           | 北（河内）                 | 南（胡志明）         | 变音号 | 例子 |
| ------------ | ---- | -------------- | -------------------------- | -------------------- | ------ | ---- |
| ngang / 横声 | A1   | 中平调         | ˧ (33)或˦ (44)             | ˧ (33)或˦ (44)       | ◌      | ma   |
| huyền / 玄声 | A2   | 中降调（气声） | ˧˩ (31)或˨˩ (21)           | ˧˩ (31)或˨˩ (21)     | ◌̀      | mà   |
| sắc / 锐声   | B1   | 中升调（紧）   | ˧˥ (35)或˦˥ (45)           | ˧˥ (35)或˦˥ (45)     | ◌́      | má   |
| nặng / 重声  | B2   | 中降调（喉塞） | ˧ˀ˨ʔ (3ˀ2ʔ)或˧ˀ˩ʔ (3ˀ1ʔ)   | ˨˩˨ (212)            | ़       | mạ   |
| hỏi / 问声   | C1   | 中降（升）调   | ˧˩˧ (313)或˧˨˧ (323)或(31) | ˧˨˦ (324)或˨˩˦ (214) | ◌̉      | mả   |
| ngã / 跌声   | C2   | 中升调（喉塞） | ˧ˀ˥ (3ˀ5) or ˦ˀ˥ (4ˀ5)     | ˧˨˦ (324)或˨˩˦ (214) | ◌̃      | mã   |
声调最常表现在元音上，但在大多数有浊音节辅音的声调语言中，成音节辅音（鼻音最多见）也可带声调，见于班图语支、克鲁语支和塞尔维亚-克罗地亚语。旁遮普语可见声调分布在整个词或词素，而不限于音节核（响音）的情形。
声调间可以通过复杂的变调发生相互作用。

### 发声态
在许多东亚语言中，声调与发声态密切相关。以越南语为例，跌声和锐声都是高升调，前者以中断的声门化与后者区别。重声和玄声都是低降调，前者更短、末尾有嘎裂声后者更长、常带气声。缅甸语等语言中，调值和发生态的关系十分密切，缺一不可，这样的对立系统称为“音区”。

#### 发声态类型
Gordon和Ladefoged提出了发声态的连续统，可以确定几种类型。

#### 与声调的关系
Kuang认为有两种发声态：调相关与调无关。声调实际上是多维的，音高轮廓、持续时间和发声态都会参与声调的对立。

### 声调与重音
更多语言以更有限的方式应用声调。例如日语高低声调，只有大约一半的词汇有音位降阶；降阶的位置形成词汇间的对立。这样的对立系统称为高低重音，与一般的重音有区别，后者通常允许每个单词由一个主重音。高低重音的定义还存在争议。

### 声调与语调
词汇和语法的声调与语调都由音高或发音的变化体现。词调和语调共存，词调的音高变化像波浪叠加在更大的波浪上。例如，Luksaneeyanawin (1993)描述了泰语中3种主要的语调：降（确定、封闭）、升（不确定、开放）与曲折（矛盾、冲突与强调），叠加在泰语的5个词调上，语音实现如下：
|        | 降       | 升       | 曲折 |
| ------ | -------- | -------- | ---- |
| 高平调 | ˦˥˦      | ˥        | ˦˥˨  |
| 中平调 | ˧˨       | ˦        | ˧˦˨  |
| 低平调 | ˨˩       | ˧        | ˧˧˦  |
| 降调   | ˦˧˨, ˦˦˨ | ˦˦˧, ˥˥˦ | ˦˥˨  |
| 升调   | ˩˩˦      | ˧˧˦      | ˨˩˦  |

在曲折语调中，高低调似乎混在了一起，而曲折语调的低调和升语调的高调有相同的音高轮廓。

### 声调极性
带简单声调或高低重音的语言可能只有一两个音节带“特殊声调”的标记，其余部分为某个默认调。而具体哪个调作为标记，哪个调作为默认调，不同的语言间是不一样的。例如纳瓦霍语中，默认调是低调，被标记音节带高调。但在相近的则卡尼语中，默认调是高调，被标记音节为低调。这与重音很相似：英语重读音节的音调更高，而俄语重读音节的音调更低。

## 起源
聲調起源是一個語言由沒有聲調特性轉化為有聲調特性的過程。
歷史上，很多語言，特別是東亞語言，都有產生聲調的過程，例如上古漢語到中古漢語的過渡。安德烈-乔治·奥德里古认为，越南语的声调来自早期的辅音对立，并认为汉语也经历过类似的过程。
藏語與瑞典語也都曾發生過這個過程。
不同的輔音，由於在人體內發音的部位不一致，有可能產生不同調值的副作用，而隨著時間的過去，原來的輔音結尾變成了非必要的區分元素，而慢慢脱落。反之，不同的調值成為了區分輔音的重點。這就是聲調的起源。

### 声调区域特征说
声调有时是一种区域特征，而非语言亲缘特征。也就是说，如果有影响力的邻近语言都有声调，或者声调语言母语者改用某种语言，那么声调便会由二语习得传播开来。这一过程称为声调的接触引入。其他情况下，声调可能会以极快的速度产生：切罗基语俄克拉荷马方言有声调，而北卡罗来纳方言则没有，两者在1838年才分开。

#### 在世界语言中
德内语支的声调至少产生过两次，由两个系统拼凑而成。在纳瓦霍语等语言中，韵尾位置的声门化辅音（包括喉塞音）会变为低调；斯拉维语中则变为高调，因此这两种声调系统几乎完全对称。没有声门化辅音韵尾的则发展处相反的声调，例如纳瓦霍语的高调和斯拉维语的低调。
科育空语、胡帕语等分布在阿拉斯加西部至太平洋沿岸的德内语没有声调。因此，原始德内语'*tuː“水”在胡帕语中是toː，在纳瓦霍语中是高调的tó，在斯拉维语中是低调的tù；而原始德内语*-ɢʊtʼ“膝盖”在胡帕语中是-ɢotʼ，在纳瓦霍语中是低调的-ɡòd，在斯拉维语中是高调的-ɡóʔ。Kingston (2005)从语音学的角度结束了声调相反方向的演变：声门化辅音有两种演化方式，一种是使前面的元音变紧张、带张声、使F0升高，另一种是使前面的元音变松弛、带嘎裂声、使F0降低。前者最终产生高调，后者产生低调。
班图语支也有这样的“镜像对称”声调系统，西北部语言的声调和其他地方的相反。
阿尔冈昆语支夏延语、阿拉帕霍语和基卡普语的声调是分别独立产生的。夏延语中，声调通过元音缩合产生：原始阿尔冈昆语的长元音缩为高调元音，短元音变为低调元音。基卡普语中，后带[h]的元音产生低调，这一特征后来扩散到所有后跟擦音的元音。
摩和克语中，词素组合时喉塞音消失，产生长降调。注意，这与现代汉语方言入声的演化情况相反。
一份2013年的研究比较了1935年和2005年的朝鲜语首尔方言录音，发现近年来，弱音（ㅂㅈㄷㄱ）、送气音（ㅍㅊㅌㅋ）和强音（ㅃㅉㄸㄲ）之间的对立正从发音起始时间转变为音高变化，表明现代首尔方言正在产生声调。这些音变在不同话者之间有差异，说明音变还在进行中。在141名被调查的首尔方言使用者中，最早体现出这种音变的是1950年代出生的女性，到1990年代出生的人群中，就几乎已经完成了。

### 声调产生

#### 发生
“不同的音素序列中，存在着产生声调的可能性：辅音的声门化与未声门化、清音与浊音、送气与不送气、叠音与单音……甚至元音的对立都可能产生声调。”声调通常是辅音消失或合并的结果。在非声调语言中，浊音往往会使后面的元音带上较低的音高，这只是一个很小的语音细节；但如果浊音清化了，这附带的差异便可能被保留下来，以承载之前发声的对立。这样的过程称为对立漂移，某一维度的对立漂移到了另一维度。
旁遮普语中发生了这样的过程：浊送气音消失，留下了声调。若辅音位于词首，则留下低调；位于词尾则留下高调。没有浊送气音的，便处于两者之间，是中调。这样的对应很规则，所以在书面语中，仍写出浊送气音而不标声调。
相似地，词尾的擦音或其他复印也可能影响前面元音的音高，如果弱化为[h]、最后消失，那么音高的差异就会变为真正的对立。汉语就如此，上古汉语的韵尾/ʔ/、/s/ → /h/到中古汉语时消失了，并分别变为上声和去声。不带它们的就变为平声。中古汉语的大多数后代经历了进一步的演变，每个调根据声母的清浊分裂为两个声调，浊声母后面的元音获得较低的声调。同一时期同一地区的很多语言也经历了类似的音变，泰语和越南语也出现了这样的分裂。
总的来说，浊声母会使韵母带低调，送气声母会使韵母带高调。喉塞音韵尾消失时，往往使元音升高（但喉化元音往往是低调，因此如果喉塞音导致元音喉化，则会使之变为低调）。韵尾位置的擦音常会使韵母带低调或降调。缅甸语可见由元音产生声调的情况。

#### 声调产生的阶段
1. 下表是玛莎·拉特利夫描述的白苗语声调产生的过程。表中描述的调值来自Christina Esposito。
| 无调 | CV     | CV     | CVʔ    | CVʔ   | CVh   | CVh    | CVCvl      | CVCvl      |
| 有调 | CV 平  | CV 平  | CV 升  | CV 升 | CV 降 | CV 降  | CVCvl 无调 | CVCvl 无调 |
| 分裂 | A1 高  | A2 低  | B1 高  | B2 低 | C1 高 | C2 低  | D1 高      | D2 低      |
| 目前 | [pɔ˦˥] | [pɔ˥˨] | [pɔ˨˦] | [pɔ˨] | [pɔ˧] | [pɔ̤˦˨] | --         | [pɔ̰˨˩]     |

2. 下表描述越南语声调产生的过程。调值来自James Kirby。
| 无调 | CV           | CV             | CVx > CVʔ    | CVx > CVʔ    | CVs > CVh    | CVs > CVh    |
| 有调 | CV 中        | CV 中          | CV 升        | CV 升        | CV 降        | CV 降        |
| 分裂 | A1 高        | A2 低          | B1 高        | B2 低        | C1 高        | C2 低        |
| 目前 | 平声ngang/˦/ | 玄声huyền /˨˩/ | 锐声sắc /˨˦/ | 重声nặng /˨/ | 问声hỏi /˧˨/ | 跌声ngã /˧˥/ |

3. 下表描述傣担语声调产生的过程。第一行是原始南壮侗语，构拟据Norquest。调值来自张高峰。
| 原始南壮侗语 | *∅  | *∅  | *-h  | *-h | *-ʔ   | *-ʔ   | *-ʔ͡C | *-ʔ͡C |
| 声调产生     | 平  | 平  | 升   | 升  | 降    | 降    |      |      |
| 分裂         | A1  | A2  | B1   | B2  | C1    | C2    | D1   | D2   |
| 目前         | /˨/ | /˥/ | /˦˥/ | /˦/ | /˨˩ʔ/ | /˧˩ʔ/ | /˦˥/ | /˦/  |

4. 下面是汉语声调产生的过程。
| 无调 | -∅, -N | -∅, -N | -ʔ | -ʔ | -s | -s | -p, -t, -k | -p, -t, -k |
| 有调 | 平     | 平     | 上 | 上 | 去 | 去 | 入         | 入         |
| 分裂 | A1     | A2     | B1 | B2 | C1 | C2 | D1         | D2         |

调值如下：
| 调类 | 普通话          | 四县话 | 海陆话 | 厦门话 | 福州话 | 苏州话 | 绍兴话 |
| ---- | --------------- | ------ | ------ | ------ | ------ | ------ | ------ |
| 阴平 | /˥/             | /˨˦/   | /˥˧/   | /˥/    | /˦/    | /˦/    | /˦˩/   |
| 阳平 | /˧˥/            | /˩/    | /˥/    | /˨˦/   | /˥˨/   | /˩˧/   | /˩˥/   |
| 阴上 | /˨˩˦/           | /˧˩/   | /˨˦/   | /˥˩/   | /˧˩/   | /˥˨/   | /˥/    |
| 阳上 | /˨˩˦/           | /˧˩/   | /˨˦/   | /˥˩/   | /˧˩/   | /˥˨/   | /˨/    |
| 阴去 | /˥˩/            | /˥˥/   | /˩/    | /˩/    | /˨˩˧/  | /˦˩˨/  | /˦/    |
| 阳去 | /˥˩/            | /˥˥/   | /˧/    | /˧/    | /˨˦˨/  | /˧˩/   | /˧˩/   |
| 阴入 | /˥, ˧˥ ˨˩˦, ˥˩/ | /˨/    | /˥/    | /˧˨/   | /˨˧/   | /˥/    | /˥/    |
| 阳入 | /˥, ˧˥ ˨˩˦, ˥˩/ | /˥/    | /˨/    | /˥/    | /˦/    | /˨/    | /˧˨/   |

汉语所有方言的声调都能大致地彼此对应。实际口语中，变调会强烈影响短语的实际声调。
5. 下表展示了旁遮普语双音节词的声调产生。与前面4例不同，旁遮普语不在东亚声调语言联盟中，其声调来自浊送气声母的送气的失落。单音节词也有声调，下表不展示。
| 无调 | C(V)VC̬ʰ(V)V    | C̬ʰ(V)VC(V)V       | C̬ʰ(V)VC(V)V       | C̬ʰ(V)VC(V)V            | C̬ʰ(V)VC(V)V            | C(V)VC(V)V |
| 有调 | C̬ʰ → V́C̬V̀ / V_V | C̬ʰVC(V)V          | C̬ʰVC(V)V          | C̬ʰVVC(V)V              | C̬ʰVVC(V)V              | -          |
| 有调 | C̬ʰ → V́C̬V̀ / V_V | C̬ʰ → T̥V, R̬V / #_V | C̬ʰ → T̥V, R̬V / #_V | C̬ʰVV → T̥VV̀, R̬VV̀ / #_VV | C̬ʰVV → T̥VV̀, R̬VV̀ / #_VV | -          |
| 结果 | C(V)V́C̬(V)V̀     | T̥VC(V)V           | R̬VC(V)V           | T̥VV̀C(V)V               | R̬VV̀C(V)V               | C(V)VC(V)V |

（C=任意辅音； T=非卷舌塞音；R=卷舌塞音；C̬=浊音；C̥=清音；Cʰ=送气音；V=中调；V́=升调；V̀=降调）

## 變調
連讀變調是一種廣泛存在於聲調語言的現象，意指當聲調毗鄰時，其調值會產生一些變化。最著名的例子就是現代標準漢語的上聲變調，當兩個讀作三聲的字擺在一起時，前字必須讀成陽平，例如老虎（lǎohǔ）實際的讀音是「láohǔ」。漢語諸方言多少都有變調存在，其中閩語中各語言的變調較為複雜，但亦有規律，例如閩南語連讀變調。

### 调阶
声调只是相对音高。“高调”和“低调”只是相对于说话人的音域和音节间比较而言，而不是音乐那样的绝对音高比。因此，声调和句子的韵律结合起来时，韵律单位末尾的高调的绝对音高有可能高于单位开头的低调，这是因为音高随时间有普遍的下降趋势，这个过程称为下漂（Downdrift）。
如同辅音和元音一样，声调之间也会相互影响。在许多音区调语言中，低调往往会导致后面的高中调降阶，这样一来，低调随着下漂抵达话者音域的低端，高调也会像梯田一样阶梯式下降，直到不同调离得太近，以至不能区分，话者需重新起调。这种现象称为调阶（Terracing）。
带声调语法助词的元辅音都消失之后，对其他声调的影响可能成为语法助词的唯一残余。可能会导致降阶，也可能与其他声调结合起来，改变其声调轮廓。这些统称为浮动声调。

### 变调
在许多轮廓调语言中，声调会影响周围的声调轮廓，变为已有或未有的其他声调的轮廓。例如，普通话的上声在语句中往往会变为简单的低平调，其不能单独出现。如果两个上声连续出现，前一个就会变为升调，与阳平等同。

#### 左变调与右变调
汉语方言的变调可分为左右两类。右变调系统中，短语最后的音节保持其本调，前面所有音节都需要变调。台湾话的变调系统十分复杂，例如：鹹kiam5；酸sng1；甜tinn1；鹹酸甜kiam7 sng7 tinn1 （果脯）。这个例子中，只有末字的声调不变。下标数字代表变后的声调。

### 声调交替
注意，声调交替与变调是不同的概念。变调是声调共现时的强制变化，而声调交替则是以词法形态为条件的语音交替，是一种屈折或派生方法。連金發（1999）指出，现代闽南语使役动词是用声调交替来表达的，可能来自早期的词缀。例如：長 tng5vs. tng2“生长”；斷 tng7vs. tng2“使断”。台湾话中的“毒”有两种发音：to̍k（入声）；thāu（去声）“毒杀某人”。同样的用法可见于闽语、粤语和客家话。

## 声调的使用
东亚声调语言大多数是典型的词调，用来区分同音词，如汉语、越南语、泰语和苗语。但在以尼日尔-刚果语系为代表的非洲语言中，声调既可以是词调，也可以是语法调。以克鲁语支为例，这些模式结合在一起：名词往往有复杂的声调，但受屈折影响不大；动词往往有简单的声调，再通过声调的屈折表达时态、人称、肯定与否定。举例来说，“你去了”和“我不去”两个短语的唯一区别可能只有声调。
在约鲁巴语口语中，尤其是在快速说话时，元音可能会互相同化，辅音也会省略，最后很多词汇和语法信息都要靠声调传达。包括约鲁巴语在内的西非很多语言都有“话鼓”，通过模仿声调或口哨来传达信息。
注意声调语言的分布并不均匀。大多数声调语言属于尼日尔-刚果语系、汉藏语系和越语支，它们由绝大多数声调语言组成，并在特定地区占主导地位。只有南非、新几内亚、墨西哥南部、巴西等少数地区，声调语言才单独或成群地出现在非声调语言主导的地区。在中美洲等地，语言分布可能只是某种语言被纳入的偶然影响；非洲南部的科依桑语系和新几内亚的巴布亚语系，几乎所有语言都有声调，只是语系规模相对较小。
如果只考虑复杂调和无调，可能会得出这样的结论：声调几乎总是语系中的古老特征，在成员间高度一致。然而如果把只包括两个声调的“简单调”系统包含在内，那么声调似乎就比较容易出现了，屡见于印欧语系、巴布亚语系和美洲原住民语言。这可能表明，声调不是某些语系独有的特征，随着时间推移，声调有可能出现或消失。
2015年，Caleb Everett的一项研究认为，声调语言在炎热潮湿的气候中更常见，它们在这种气候中更容易产生，即使考虑语系关系也是如此。Everett的结论可能是已知的第一个自然环境对语言产生影响的案例。气候与声调间的关系有争议，许多学者提出了逻辑和统计方面的问题。

## 声调与屈折
一直以来，声调都被认为是一种语音特征。直到最近，人们才发现声调也可以起屈折变化的作用。Palancar和Léonard (2016)研究了墨西哥南部的欧托-曼格语系奇南特语支Tlatepuzco语，发现其声调可以区分语气、人称和数：
|          | 1单   | 1复   | 2     | 3    |
| -------- | ----- | ----- | ----- | ---- |
| 完成体   | húʔ˩  | húʔ˩˥ | húʔ˩  | húʔ˧ |
| 进行体   | húʔ˩˧ | húʔ˩˧ | húʔ˩˧ | húʔ˧ |
| 非现实体 | húʔ˩˥ | húʔ˩˥ | húʔ˩˥ | húʔ˧ |

在湖原语系声调最复杂的语言图如语中，名词有固有的声调（如be˧“火”、be˦˧“花”），而动词没有。动词的声调用于标记体。最早提到这一特点的文献发表于1986年。示例：
| 声调 | 体           | ba“来”          | tai“使......向......移动”  | da “将……置于内”       |
| ---- | ------------ | --------------- | -------------------------- | --------------------- |
| 2    | 完成时刻     | ba˦ “来了”      | tai˦ “拉了”                | da˦ “吃了”            |
| 3    | 结果持续     | ba˧ “已经来了”  | tai˧ “已经拉掉了”          | da˧ “已经装到……上了”  |
| 21   | 动作未完成   | ba˦˥ “必须来”   | tai˦˥ “必须拉”             |                       |
| 43   | 结果时刻     | ba˨˧ “来拿”     | tai˨˧ “落在……上”           | da˨˧ “扔进水里；洗……” |
| 24   | 结点时刻     | ba˦˨ “结束”     | tai˦˨ “落到地上”           | da˦˨ “吃光了”         |
| 23   | 结点未完成   | ba˦˧ “还在路上” | tai˦˧ “还在落”             | da˦˧ “还在吃光”       |
| 34   | 动作整体持续 | ba˧˨ “要来了”   | tai˧˨ “要拉了”             |                       |
| 243  | 结点持续     | ba˦˨˧ “坚持”    | tai˦˨˧ “要落了”            |                       |
|      |              |                 | tai˦˥–˧˨ “拉东西，握手”    |                       |
|      |              |                 | tai˦˥–˧ “拉了东西，握了手” |                       |

声调还可以用来区分格，这见于分布在肯尼亚和坦桑尼亚的尼罗-撒哈拉语系马赛语：
| 词义 | 主格     | 宾格     |
| ---- | -------- | -------- |
| “头” | èlʊ̀kʊ̀nyá | èlʊ́kʊ́nyá |
| “鼠” | èndérònì | èndèrónì |

部分汉语方言可以通过声调变化表达意义，但还需要进一步研究。下面是两种粤语方言的例子。台山话中，声调变化可以表示人称代词的数。中山话中，动词完成时用声调变化来表示。
- 台山话

| ngwoi˧ | 我（单数）   |
| ngwoi˨ | 我们（复数） |

- 中山话

| hy˨  | 去             |
| hy˧˥ | 去了（完成时） |

下表比较了四县话与载瓦语、景颇语的人称代词。我们可以观察到主格、属格和宾格由声调变化和语音交替标记。
|     | 四县话           | 载瓦语 | 景颇语 |
| --- | ---------------- | ------ | ------ |
| 1主 | ŋai˩             | ŋo˥˩   | ŋai˧   |
| 1属 | ŋa˨˦ or ŋai˩ ke˥ | ŋa˥    | ŋjeʔ˥  |
| 1宾 | ŋai˩             | ŋo˧˩   | ŋai˧   |
| 2主 | ŋ̍˩               | naŋ˥˩  | naŋ˧   |
| 2属 | ŋia˨˦ or ŋ̍˩ ke˥  | naŋ˥   | naʔ˥   |
| 2宾 | ŋ̍˩               | naŋ˧˩  | naŋ˧   |
| 3主 | ki˩              | jaŋ˧˩  | khji˧  |
| 3属 | kia˨˦ or ki˩ ke˥ | jaŋ˥˩  | khjiʔ˥ |
| 3宾 | ki˩              | jaŋ˧˩  | khji˧  |

## 标记

### 曲線法
以一條位於右方的豎線作標尺，从低到高分作四段，各端点从低到高即分别表示相对音值的最低、次低、中、次高、最高。聲調的高低升降变化用竖线左边的从左到右的线条表示。使用這種標技法的符號稱為「調符」或「聲調字母」（tone letter）。
例如記錄這些字在官話北語普通話裏的唸法：「番」（fān）[fɑn˥]，「茄」（qié）[ʨʰiɛ˧˥]，「炒」（chǎo）[tʂʰɑʊ˨˩˦]，「蛋」（dàn）[tan˥˩]。
此外，以粵語粵海片標準粵語的唸法爲例則是：「三」（saam1）[saːm˥]，「碗」（wun2）[wuːn˧˥]，「細」（sai3）[sɐi˧]，「牛」（ngau4）[ŋɐu˩]，「腩」（naam5）[naːm˨˧]，「麪」（min6）[miːn˨]。
此外，如果想表示口語變調，可以把作爲標尺的豎線畫在左方，顯示聲調高低升降變化的線條則在其右方。以普通話「你好」爲例，「你」（nǐ）字本讀[ni˨˩˦]，「好」（hǎo）字本讀[xaʊ˨˩˦]。但二字連讀時會變成（ní hǎo）/ni˧˥xaʊ˨˩˦/這種唸法，這時候就可以寫成：⫽ni˨˩˦꜔꜒xaʊ˨˩˦⫽。
若是輕聲，則把顯示聲調高低升降變化的線條改爲點。例如普通話裏的這些詞彙：「玻璃」（bōli）[pwo˥li꜋]、「伯伯」（bóbo）[pwo˧˥pwo꜊]、「喇叭」（lǎba）[la˨pa˩꜉]、「兔子」（tùzi）[tʰu˥˩t͡sz̞ᵚ꜌]。

### 數字法
数字法就是把相对音高高度用数字表示。一般写在国际音标的右上方。各種漢語語言的記錄，以1代表最低，以2代表次低，以3代表中，以4代表次高，以5代表最高。
例如記錄這些字在官話北語普通話裏的唸法：「番」（fān）[fɑn55]，「茄」（qié）[ʨʰiɛ35]，「炒」（chǎo）[tʂʰɑʊ214]，「蛋」（dàn）[tan51]。
此外，以粵語粵海片標準粵語的唸法爲例則是：「三」（saam1）[saːm55]，「碗」（wun2）[wuːn35]，「細」（sai3）[sɐi33]，「牛」（ngau4）[ŋɐu11]，「腩」（naam5）[naːm23]，「麪」（min6）[miːn22]。
聲調輪廓多以兩個或以上的數字表示。然而，一些人表示急速停頓的短聲調（比如入聲）時，為了強調它的短，寫成只有一個數字，例如音高較高而較短的音節，聲調輪廓則是/5/，長者則爲/55/。這些「急速停頓的聲調」通常有一個非濁音的輔音或喉塞音，故此令元音急速停頓。然而，有些人選擇保持用雙位數字表示輪廓，避免令它跟聲調代號數字混淆。若使用曲線法，則/5/與/55/無異，都是「˥」。
須注意，记录美洲原住民语言的学者，则往往以5为最低，以1为最高。跟漢語語言的記錄恰好相反。

### 国际音标
国际音标标示单字字调的方法有两种，其中一种就借鉴了五度标记法。以[a]为例，最高调可以表示为[a˥]（或[a̋]），次高调为[a˦]（或[á]），中调为[a˧]（或[ā]），次低调为[a˨]（或[à]），低调为[a˩]（或[ȁ]）。

### 汉语拼音方案
汉语拼音方案的声调标记方法也借鉴了五度标记法的曲线法，用¯、ˊ、ˇ、ˋ分别表示。由于普通话中的四个声调调型都不同，因此没有必要用竖标来标明相对高度。

### 發圈法

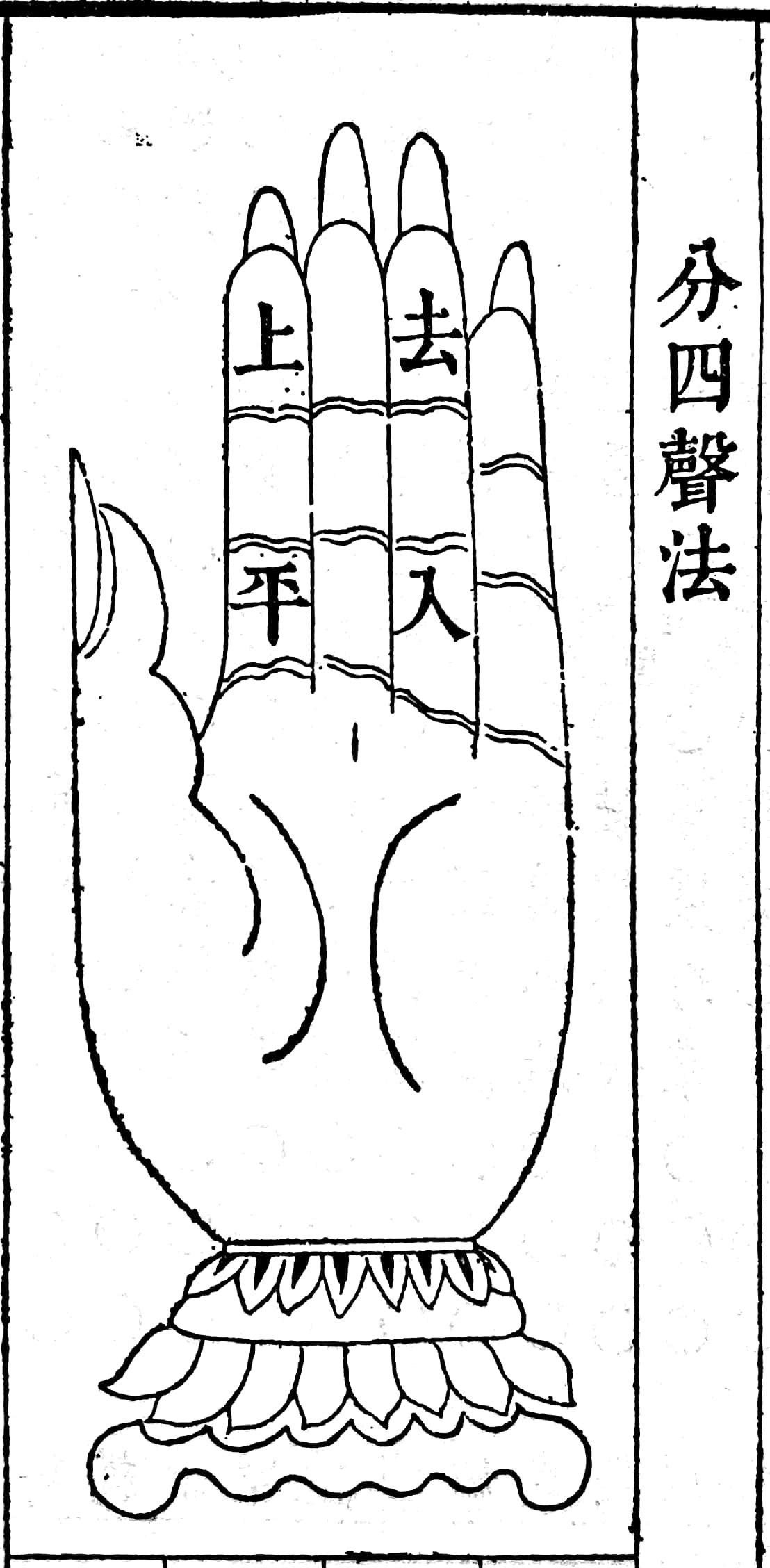
分四聲法

現行的發圈法共使用八個符號，主要形式爲半圈的「⊂」以及在半圈下加短橫的「⊆」，以不同位置、不同方向表示不同調類，具體方法是用左手拇指在食指指根左方畫半圈為平聲，在食指指頭左方畫為上聲，在無名指指頭右方上畫為去聲，在無名指指根右方上畫為入聲。具體如下所示：
分四聲，祇標半圈
| 上聲 | ꜂□ | 去聲 | □꜄ |
| 平聲 | ꜀□ | 入聲 | □꜆ |

分陰陽 ，根據聲母清濁不同劃分，清聲母多爲陰調，濁聲母則多爲陽調，以半圈下加短橫區別
| 陰調（祇標半圈） |    |      |    |
| 陰上             | ꜂□ | 陰去 | □꜄ |
| 陰平             | ꜀□ | 陰入 | □꜆ |
| 陽調（加一短橫） |    |      |    |
| 陽上             | ꜃□ | 陽去 | □꜅ |
| 陽平             | ꜁□ | 陽入 | □꜇ |

分上下（或高低），根據所依附元音的長短劃分，即長元音爲上（高），短元音爲下（低），以半圈開口方向區別
| 平聲類 |    |        |    |
| 上陰平 | ꜀□ | 下陰平 | ꜆□ |
| 上陽平 | ꜁□ | 下陽平 | ꜇□ |
| 上聲類 |    |        |    |
| 上陰上 | ꜂□ | 下陰上 | ꜄□ |
| 上陽上 | ꜃□ | 下陽上 | ꜅□ |
| 去聲類 |    |        |    |
| 上陰去 | □꜄ | 下陰去 | □꜂ |
| 上陽去 | □꜅ | 下陽去 | □꜃ |
| ‌入聲類 |    |        |    |
| 上陰入 | □꜆ | 下陰入 | □꜀ |
| 上陽入 | □꜇ | 下陽入 | □꜁ |

Unicode區段中日韓符號和標點、聲調修飾符號分別收錄了兩種四角標圈法之漢語四聲標誌。
| 符號     | Unicode名稱                     | 編碼   | 字符效果 | 結合字符 |
| 平聲標誌 | Ideographic Level Tone Mark     | U+302A | ◌〪        | 〪         |
| 上聲標誌 | Ideographic Rising Tone Mark    | U+302B | ◌〫        | 〫         |
| 去聲標誌 | Ideographic Departing Tone Mark | U+302C | ◌〬        | 〬         |
| 入聲標誌 | Ideographic Entering Tone Mark  | U+302D | ◌〭        | 〭         |

| 符號   | Unicode名稱                             | 編碼   | 字符效果 | 字符 |
| 陰平調 | Modifier Letter Chinese Tone Yin Ping   | U+A700 | ꜀◌       | ꜀    |
| 陽平調 | Modifier Letter Chinese Tone Yang Ping  | U+A701 | ꜁◌       | ꜁    |
| 陰上調 | Modifier Letter Chinese Tone Yin Shang  | U+A702 | ꜂◌       | ꜂    |
| 陽上調 | Modifier Letter Chinese Tone Yang Shang | U+A703 | ꜃◌       | ꜃    |
| 陰去調 | Modifier Letter Chinese Tone Yin Qu     | U+A704 | ◌꜄       | ꜄    |
| 陽去調 | Modifier Letter Chinese Tone Yang Qu    | U+A705 | ◌꜅       | ꜅    |
| 陰入調 | Modifier Letter Chinese Tone Yin Ru     | U+A706 | ◌꜆       | ꜆    |
| 陽入調 | Modifier Letter Chinese Tone Yang Ru    | U+A707 | ◌꜇       | ꜇    |

## 有聲調的語言

### 亞太
- 漢藏語系
- 苗瑤語系
- 壯侗語系
- 南亞語系
  - 孟-高棉語族
    - 越-芒語支
      - 越南語
- 南島語系
  - 馬來波利尼西亞語族
    - 亚齐-占语群
      - 回輝話

    - 大洋洲语群
      - 南大洋洲語支（英语：Southern Oceanic languages）
        - 新喀里多尼亞語（英语：New Caledonian languages）（Cèmuhî 方言、Paicî（英语：Paicî） 方言、Drubea（英语：Drubea） 方言、Numèè（英语：Numèè） 方言、Kwenyii（英语：Kwenyii） 方言）

      - 西大洋洲語支
        - 雅賓語（英语：Yabem language）

    - 東馬玻語支
      - Matbat（英语：Matbat language）
      - 麻雅語（英语：Maʼya language）
      - 摩耳語（英语：Mor language (Austronesian)）

    - 布卡哇語 ？
- 巴布亞諸語言
  - Siane（英语：Siane language）

### 非洲
- 亞非語系
  - 乍得語族
  - 奧摩語族
- 尼羅-撒哈拉語系
  - 東蘇丹語族
    - 尼羅語支
- 尼日-剛果語系（除了斯瓦希里語外）
- 科依桑語系

### 歐洲
- 印歐語系
  - 日耳曼語族
    - 北日耳曼語支
      - 挪威語
      - 瑞典語

    - 西日耳曼語支
      - 林堡語

  - 波羅的語族
    - 東波羅的語支
      - 立陶宛語
      - 拉脫維亞語

  - 斯拉夫語族
    - 南斯拉夫語支
      - 塞爾維亞-克羅地亞語
      - 斯洛文尼亞語

### 美洲
- 美洲原住民語言（大部份）

## 外部連結
- World map of tone languages （页面存档备份，存于）  The World Atlas of Language Structures Online
- 请问Pitch Register是什么？北大中文论坛
- 注音.拼音.國際音標的聲調符號比較以及對應到的音高|振斷雙翼WingTillDie
- 苗瑤語聲調問題 （页面存档备份，存于）
- 對舟曲藏語超音段音素的新見解——被氣聲引起的聲調發生論 （页面存档备份，存于）
- 聲調起源於發聲——兼論漢語四聲的發明 （页面存档备份，存于）
- 从吴方言看声母－声调的相互关系 （页面存档备份，存于）
- Tonogenesis in Southeast Asia - Matisoff, James 1973 （页面存档备份，存于）